# Klinikum Bad Salzungen

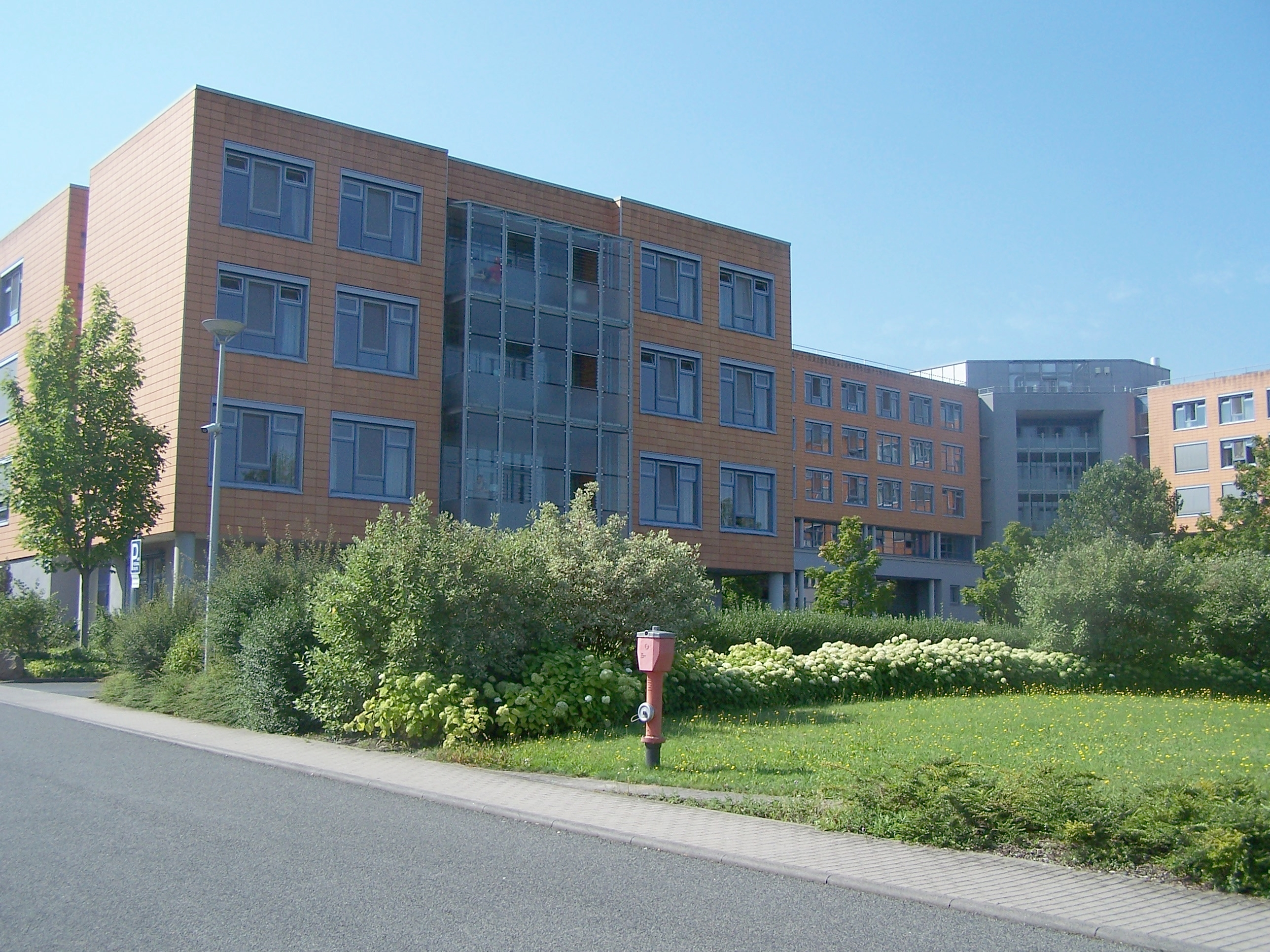
Klinikum Bad Salzungen (2017)

Das Klinikum Bad Salzungen ist ein Akutkrankenhaus mit Sitz in Bad Salzungen und ein Akademisches Lehrkrankenhaus der Universität Jena mit regionalem Versorgungsauftrag. Das mit seinen zwölf Fach- und Belegabteilungen, Kliniken und medizinischen Zentren drittgrößte Krankenhaus Südthüringens bildet gemeinsam mit dem in der unmittelbaren Nachbarschaft des Klinikums befindlichen Medizinischen Versorgungszentrum Bad Salzungen und den Medizinischen Versorgungszentren und Praxen der Umgebung ein komplexes Gesundheitszentrum mit regionalem Versorgungsauftrag für den Wartburgkreis.

## Geschichte
Das Klinikum Bad Salzungen wurde nach knapp dreijähriger Bauzeit im September 2002, im Südwesten der Stadt nahe dem Ortsteil Langenfeld, als Unternehmen in Trägerschaft des Wartburgkreises in Bad Salzungen unter dem Namen „Klinikum Bad Salzungen GmbH“ eröffnet. Es ist die Nachfolgeeinrichtung des Krankenhauses „Dr. Sulzberger“, das 1851 durch die Sulzbergersche Armen- und Krankenstiftung errichtet worden war und bis 2002 bestand, und fasst die bis dahin auf verschiedene Standorte verteilten Klinikstandorte zusammen. So war die Krankenhausapotheke in Bad Salzungen „Am Markt“ untergebracht, eine chirurgische Abteilung  in Bad Liebenstein und eine psychiatrische in Marienthal.
Die medizinischen Behandlungsmöglichkeiten und der Versorgungsumfang wurden seit der Eröffnung kontinuierlich ausgedehnt. Im Jahre 2005 wurde die Klinik für Psychiatrie, Psychotherapie und Psychosomatik um eine 16-Betten-Station erweitert. Im Jahre 2007 erfolgte die Einrichtung einer Palliativeinheit mit acht Betten im Bereich der Klinik für Innere Medizin. Ein Jahr später entstand in der Klinik für Hals-Nasen-Ohren-Heilkunde ein separater Aufnahme- und Ambulanzbereich.
Im Jahr 2009 entstand das Ambulante Zentrum, in dem das ambulante OP-Zentrum, eine Apotheke und verschiedene Fachärzte des hauseigenen Medizinischen Versorgungszentrums Platz fanden. 2010 erfolgte eine Erweiterung der Radiologie, wobei auch ein neues MRT-Gerät angeschafft wurde. Darauf folgte 2011 die Umstrukturierung der Klinik für Gynäkologie und Geburtshilfe mit dem Ziel einer Verbesserung der Aufnahme- und Untersuchungsabläufe sowie der Einrichtung eines Familienzimmers. Im Jahre 2012 wurde die Klinik für Hals-Nasen-Ohren-Heilkunde um zwei zusätzliche Bettenzimmer erweitert. Im Jahr 2013 begann der Umbau der Patientenaufnahme.

## Daten und Einrichtungen
Das Klinikum Bad Salzungen hat 423 Betten und beschäftigt rund 750 Mitarbeiter (Stand: 2018). Es ist damit einer der größten Arbeitgeber der Stadt Bad Salzungen. Im Jahresdurchschnitt werden 71.000 Patienten behandelt, davon rund 24,2 % stationär.

### Kliniken und Fachbereiche
Das Klinikum gliedert sich in zehn Fachabteilungen:
- Klinik für Innere Medizin
- Palliativ- und Schmerzmedizin
- Chirurgie
- Gynäkologie und Geburtshilfe
- Hals-Nasen-Ohren-Heilkunde
- Anästhesie und Intensivmedizin
- Kinder- und Jugendmedizin
- Psychiatrie, Psychotherapie und Psychosomatik
- Radiologie
- Physikalische und Rehabilitative Medizin

### Medizinische Zentren
Das Klinikum Bad Salzungen unterhält 9 medizinische Zentren:
- Adipositaszentrum
- Darmkrebszentrum
- Gefäßzentrum
- Netzwerk gesunder Beckenboden
- Rückenzentrum
- Schlafmedizin
- Schluckzentrum
- Stroke Unit (Schlaganfallstation)
- Traumazentrum

### Einrichtungen
- Medizinisches Versorgungszentrum
- Zentrale Notaufnahme mit Schockraum